# Dickson Pillar
Dickson Pillar är en bergstopp i Antarktis. Den ligger i Östantarktis. Nya Zeeland gör anspråk på området.
Terrängen runt Dickson Pillar är huvudsakligen platt, men den allra närmaste omgivningen är varierad. Trakten är obefolkad. Det finns inga samhällen i närheten. 